# カールスルーエ市電T4形電車
T4形は、かつてドイツの路面電車であるカールスルーエ市電で使用されていた電車（動力車）。初のボギー車として、付随車であるB4形と共に営業運転に用いられた。

## 概要
1950年代初頭、カールスルーエ市電に在籍していた営業用車両のほとんどは1920 - 1930年代に製造された小型の2軸車であり、それ以降に製造されたのは1940年代に導入された少数の戦時型車両（クリークスシュトラーセンバーンワーゲン）のみであった。これらの状況を改善し、輸送力増強に加え老朽化が進んだ車両を置き換えるため、初のボギー車として導入されたのがT4形およびB4形である。
ループ線が存在する路線での走行を前提にした片運転台・片方向型の車体を有しており、全長は約14.5 m、車幅は約2.2 mで、1両単位の収容力は従来の2軸車の2倍となった。速度の制御には電気機器の製造を担当したブラウン・ボベリが開発した多段式抵抗器が採用され、力行96段、制動118段という多い段数により加速・減速が滑らかとなり、それにちなんだ「ファインステッパー（Feinstufer）」と言う愛称も付けられた。
1954年に動力車のT4形が7両、付随車のB4形が2両導入され、翌1955年から1956年にはT4形が8両増備された。これらの車両はT4形による単行運転、T4形＋B4形による連結運転の他、従来の2軸付随車とT4形を組み合わせた運転も実施された。だが1970年代になると連接車の増備により運用が縮小し、B4形は1978年までに、T4形は1981年までに営業運転を終了した。その後は一部の車両がカールスルーエ市電の車庫で保存されたが1994年に車庫の拡張に伴い解体されており、2022年時点で現存車両は存在しない。ただし廃車されたT4形の機器の一部については新造された連接車に流用されている。

## 参考資料
- Jochen Allgeier (6 February 2013). Die Entstehung des Karlsruher Stadtbahnsystems 1957 bis 2004 (Report). Karlsruher Institut für Technologie. 2024年8月16日閲覧。